# ديليقراد
ديليقراد (Deligrad) أو جابوكوفاك (Jabukovac) هي قرية وبلدية في ألكسيناتش، صربيا. وفقا لتعداد عام 2002 ، يبلغ عدد سكان القرية 211 شخصًا.

## التاريخ
في ديسمبر 1806، كان موقع معركة كبيرة بين الصرب والأتراك، والمعروفة باسم معركة ديليقراد. مرة أخرى، خلال الحرب الصربية العثمانية 1876-1877 ، كانت هناك معركة في ديليقراد في 20 إلى 21 أكتوبر 1876. في عام 1941، خاضت عناصر من الفرقة السادسة والعشرين اليوغسلافية معركتهم الأخيرة ضد الغزاة الألمان في ديليغراد.